# Rebbeke
Rebbeke ist ein östlicher Stadtteil von Lippstadt in Nordrhein-Westfalen, Deutschland und gehört zum Kreis Soest.
Die Ortschaft hat 516 Einwohner, und die Bebauung besteht zum größten Teil, zumindest im Ortskern, aus Einfamilienhäusern. Im näheren Umfeld gibt es überwiegend Bauernhäuser.

## Geografie

### Geografische Lage
Rebbeke liegt direkt an der Lippe im Südosten der Westfälischen Bucht. Der Ort gehörte zum Entenschnabel des Altkreises Büren.

### Nachbarorte
An Rebbeke grenzen, beginnend im Norden im Uhrzeigersinn, der Delbrücker Stadtteil Westenholz und der Salzkottener Stadtteil Mantinghausen (beide Kreis Paderborn, Regierungsbezirk Detmold)
sowie die Lippstädter Stadtteile Garfeln, Hörste und Lipperode.

### Ortschaftsgliederung
Zur ehemaligen Gemeinde Rebbeke, dem heutigen Lippstädter Stadtteil, gehören neben Rebbeke selbst auch Mettinghausen und Niederdedinghausen.

## Geschichte

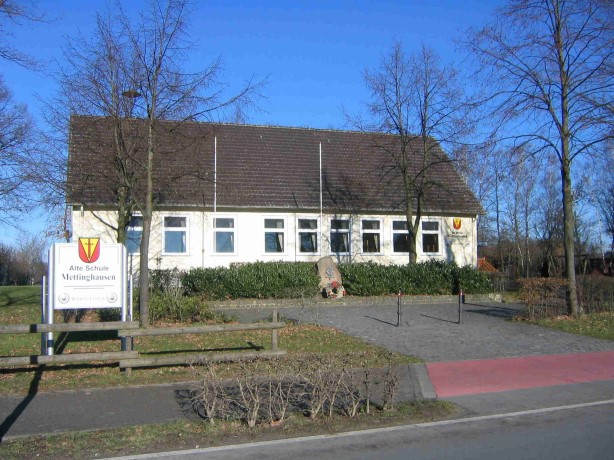
Alte Schule Mettinghausen

Wie die Nachbarn am nördlichen Ufer der Lippe, Mantinghausen und Niederdedinghausen, geht auch Rebbeke auf altsächsische Ansiedlungen zurück, worauf die Verwendung des Wortteils -husen (für Häuser, Siedlung) hindeutet. Des Weiteren ist anzunehmen, dass es sich bei Methin um den ersten Siedler beziehungsweise den Siedlungsgründer des Ortes handelte. Nach der Ortsnamensforschung sind alle drei Siedlungen Rebbeke, Mettinghausen und Niederdedinghausen der sächsischen Landnahmezeit des frühen Mittelalters zuzuordnen. Diese Entstehungszeit wird durch urkundliche Belege nicht bestätigt.
Die erste urkundliche Erwähnung Mettinghausens, villa Methinchusen, stammt aus dem Jahre 1194 durch eine Stiftsurkunde der Pfarrkirche Hörste. Eine mittelalterliche Erwähnung Rebbekes selbst ist bisher nicht bekannt. Kirchlich gehörten alle drei Orte mit großer Wahrscheinlichkeit seit dem hohen Mittelalter zur Pfarrei Hörste. Möglicherweise ist die Nachbarschaftslage zu diesem alten Kirchort Ursache dafür, dass in der Gemeinde Rebbeke weder eine Kirche noch eine Kapelle entstanden ist.
Das Gebiet von Rebbeke gehörte schon seit karolingischer Zeit zum Gebiet des späteren Hochstifts Paderborn. Im Hochstift gehörte Rebbeke bis zu den Napoleonischen Kriegen zum Küchenamt Boke. Während der Franzosenzeit bildeten die vier Bauerschaften Mantinghausen, Mettinghausen, Niederdedinghausen und Rebbeke gemeinsam die Gemeinde Rebbeke im Kanton Ringboke des Departements der Fulda im Königreich Westphalen. Die Gemeinde wurde 1815 in die neue Provinz Westfalen eingegliedert und kam durch Erlass der Königlichen Regierung in Minden 1816 zum neuen Kreis Büren. Aus dem Kanton Ringboke wurde im Kreis Büren das Amt Boke, das in den 1930er Jahren im Amt Salzkotten-Boke aufging.
1861 wurde Mantinghausen von Rebbeke getrennt und damit eine selbständige Gemeinde. Durch das Sauerland/Paderborn-Gesetz wurde Rebbeke am 1. Januar 1975 der Stadt Lippstadt zugeschlagen und wechselte damit aus dem Kreis Büren im Regierungsbezirk Detmold in den Kreis Soest im Regierungsbezirk Arnsberg.

### Religionen
Die Mehrheit der Bevölkerung von Rebbeke ist katholisch und gehört innerhalb des Pastoralverbundes Esbeck-Hörste-Bökenförde zur katholischen Pfarrgemeinde Sankt Martinus Hörste des Dekanats Lippstadt-Rüthen im Erzbistum Paderborn.

### Eingemeindung
Vor dem 1. Januar 1975 gehört die damalige Gemeinde Rebbeke zum Amt Salzkotten-Boke im Kreis Büren. Mit Inkrafttreten des Münster/Hamm-Gesetzes an diesem Tage werden die drei westlichen Lippegemeinden des Amtes, neben Rebbeke auch Garfeln und Hörste, in die Stadt Lippstadt, bisher Kreis Lippstadt, eingegliedert und kommen dadurch zum Kreis Soest, Regierungsbezirk Arnsberg.

### Einwohnerentwicklung
| Jahr      | 1818 | 1831 | 1837 | 1843 | 1849 | 1852 | 1858 |
| Einwohner | 728  | 785  | 811  | 868  | 890  | 901  | 844  |

| Jahr      | 1818 | 1831 | 1837 | 1843 | 1849 | 1852 | 1858 | 1867 | 1871 | 1885 | 1895 |
| Einwohner | 470  | 528  | 546  | 551  | 557  | 564  | 528  | 512  | 478  | 493  | 526  |

| Jahr      | 1905 | 1925 | 1933 | 1939 | 1946 | 1950 | 1957 | 1961 | 1965 | 1972 | 2000  |
| Einwohner | 497  | 495  | 506  | 494  | 745  | 700  | 606  | 580  | 596  | 618  | k. A. |

| Jahr      | 2005 | 2011 | 2013 | 2015  |
| Einwohner | 578  | 534  | 542  | k. A. |

### Altersstruktur
| Alter | Einwohner |
| ----- | --------- |
| 0–19  | 111       |
| 20–64 | 322       |
| ab 65 | 101       |

## Politik
Ortsvorsteher
- Franz Hoppe (CDU)

Wappen
- Beschreibung

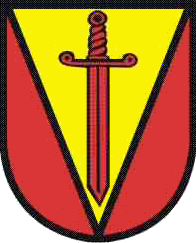
Ehemaliges Gemeindewappen von Rebbeke

In Rot eine gestürzte goldene (gelbe) Spitze, darin ein rotes, mit der Spitze nach unten weisendes Schwert.
- Bedeutung

Die Farben Rot und Gold sind die des Hochstifts Paderborn, dem Rebbeke bis zu dessen Auflösung angehörte; das Schwert als Gerichtssymbol verweist auf den alten Freistuhl.

## Wirtschaft und Infrastruktur
In seiner gegenwärtigen Siedlungs- und Wirtschaftsstruktur unterscheidet sich Rebbeke ganz beträchtlich von den Nachbarorten Hörste und Mantinghausen. Der Charakter einer rein bäuerlichen Gemeinde ist hier weitgehend erhalten. Auch in jüngster Zeit ist keinerlei nennenswerte Neubautätigkeit zu beobachten. Die Landwirtschaft ist der dominierende lokale Wirtschaftszweig.
Als wichtiges ansässiges Unternehmen ist die Möbelfabrik Langhorst in Rebbeke zu nennen.

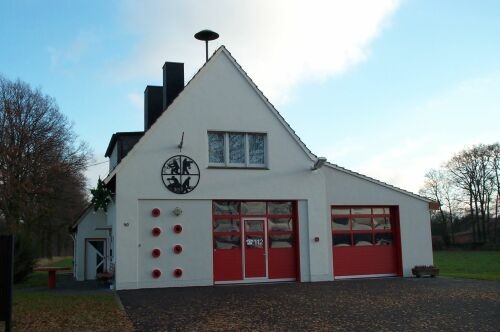
Rebbeker Feuerwehrhaus

Rebbeke verfügt über eine Freiwillige Feuerwehr, in der sich die Feuerwehrleute aus Rebbeke, Mettinghausen und Mantinghausen zusammengeschlossen haben.
Die Alte Schule in Mettinghausen ist Treffpunkt für alle möglichen Veranstaltungen, Fußballspiele und private Feiern.
Sowohl in Rebbeke als auch in Mettinghausen können die Kunden über die Telefonleitung DSL empfangen.

## Sonstiges
Rebbeke wird fälschlicherweise oft Rebbecke geschrieben.
Es gibt die Möglichkeit für Jugendliche über 13 Jahren, zu dem offenen Jugendtreff nach Hörste zu gehen.
Rebbeke hat mit dem Salzkottener Stadtteil Mantinghausen eine gemeinsame Schützenbruderschaft.
Im Kreiswettbewerb 2011 „Unser Dorf hat Zukunft“ ist die Gemeinde Rebbeke auf Platz drei gelandet.